# Barry Ferguson
Pour les articles homonymes, voir Ferguson.
Barry Ferguson, né le 2 février 1978 à Glasgow, est un footballeur international écossais qui évolue au poste de milieu de terrain, avant de devenir entraîneur.
Il fait partie du Hall of Fame du Rangers Football Club.
Il est le frère cadet de Derek Ferguson, footballeur international écossais, et l'oncle de Lewis Ferguson, également footballeur écossais.
Depuis février 2025, il est l'entraîneur des Rangers FC.

## Biographie

### En club
Joueur et ancien capitaine emblématique des Glasgow Rangers, il intègre l'équipe première lors de la saison 1994-1995. Il doit cependant attendre la saison 1996-1997 pour jouer son premier match. Avec les Rangers, il gagne de nombreux titres. 
Il inscrit 16 buts en première division avec les Rangers lors de la saison 2002-2003, ce qui constitue sa meilleure performance.
En 2003, il rejoint le club anglais des Blackburn Rovers. Il quitte cependant le club anglais un an et demi plus tard. Il retrouve alors son club de toujours. En 2006, il atteint avec son club de cœur les huitièmes de finale de la Ligue des champions, en étant éliminé par le club espagnol de Villarreal. Par la suite, lors de la saison 2006-2007, il entre en conflit avec Paul Le Guen, qui lui avait retiré le capitanat. Il participe toutefois durant la saison 2007-2008 à l'épopée en Coupe de l'UEFA, ou le club arrive jusqu'en finale. Les Rangers s'inclinent face au club russe du Zénith Saint-Pétersbourg.
En avril 2009, il est exclu de l'équipe première, et on lui retire à nouveau son capitanat, après la publication dans la presse de photos le montrant faire un geste obscène lors d'un match de la sélection écossaise.
Lors de l'été 2009, il rejoint Birmingham City pour trois saisons et un transfert évalué à 1.5 M€, mais quitte le club deux ans plus tard, le 22 juillet 2011, pour Blackpool. Le 2 novembre 2012, il est prêté deux mois en faveur de Fleetwood Town. Le 16 mai 2014, il est libéré du Blackpool.
Le bilan de la carrière de Barry Ferguson s'élève à 485 matchs disputés dans les championnats britanniques, pour 47 buts inscrits. Il joue près de 300 matchs en première division écossaise, et plus de 100 matchs en première division anglaise. Au sein des compétitions continentales européennes, il dispute 44 matchs en Ligue des champions (un but) et 37 en Coupe de l'UEFA (cinq buts).
Il est fait Membre de l'Ordre de l'Empire britannique le 17 juin 2006, pour services rendus au sport.

### En équipe nationale
Barry Ferguson reçoit 45 sélections en équipe d'Écosse entre 1998 et 2009, inscrivant trois buts.
Il joue son premier match en équipe nationale le 5 septembre 1998, contre la Lituanie. Ce match nul et vierge qui a lieu à Vilnius rentre dans le cadre des éliminatoires de l'Euro 2000. Il inscrit son premier but le 30 mai 2000, en amical contre l'Irlande (victoire 1-2 à Dublin).
Il inscrit son deuxième but le 7 septembre 2002, contre les îles Féroé, lors des éliminatoires de l'Euro 2004 (score : 2-2 à Toftir). Il marque son troisième et dernier but le 17 novembre 2007, contre l'Italie, lors des éliminatoires de l'Euro 2008 (défaite 1-2 à Glasgow). Il reçoit sa dernière sélection le 28 mars 2008, contre les Pays-Bas, lors des éliminatoires du mondial 2010 (défaite 3-0 à Amsterdam).
De 2003 à 2009, il officie à 28 reprises comme capitaine de la sélection écossaise.
Il dispute au total 22 matchs lors des éliminatoires du championnats d'Europe, 12 matchs lors des éliminatoires des Coupes du monde, et enfin 11 matchs amicaux.

## Palmarès

### En club
- Glasgow Rangers
  - Finaliste de la Coupe de l'UEFA en 2008
  - Champion d'Écosse en 1999, 2000, 2003, 2005 et 2009
  - Vice-champion d'Écosse en 1998, 2001, 2002, 2007 et 2008
  - Vainqueur de la Coupe d'Écosse en 1999, 2000, 2002, 2003, 2008 et 2009
  - Vainqueur de la Coupe de la Ligue écossaise en 1998, 2002, 2003, 2005 et 2008
  - Finaliste de la Coupe de la Ligue écossaise en 2009

- Birmingham City
  - Vainqueur de la Coupe de la Ligue anglaise en 2011

### Distinctions personnelles
- Nommé au Hall of Fame du Rangers FC
- Élu Meilleur joueur d'Écosse par les journalistes en 2000 et 2003
- Élu Meilleur joueur d'Écosse par les joueurs en 2003
- Membre de l'équipe-type de Scottish Premier League en 2007 et 2008